# سیارک ۴۵۲۵
سیارک ۴۵۲۵ (به انگلیسی: 4525 Johnbauer، نامگذاری:1982JB3) چهار هزار و پانصد و بیست و پنجمین سیارک کشف شده‌است که در ۱۵ مه ۱۹۸۲ کشف شد.
قدر مطلق سیارک برابر ۲۸.۲ است.